# Wolfgang Fengler
Wolfgang Peter Paul Fengler (* 6. Juli 1952 in Braunschweig) ist emeritierter Professor und war Inhaber des Lehrstuhls für die Gestaltung von Bahnanlagen an der Fakultät Verkehrswissenschaften „Friedrich List“ der Technischen Universität Dresden.

## Leben
Fengler studierte nach dem Abitur, das er am Gymnasium Neue Oberschule in Braunschweig ablegte, ab 1971 an der TU Braunschweig Bauingenieurwesen. Nach dem Erlangen des Diploms (1979) ging er als Baureferendar zur Bundesbahndirektion Hannover. 1981 wurde er zum Assessor des Bauwesens ernannt, zum Bundesbahnrat zur Anstellung und schließlich zum Bundesbahnrat. Im gleichen Jahr übernahm er die Aufgabe des Bahnhofsvorstehers am Bahnhof Wolfenbüttel sowie die des Vertreters des Amtsvorstandes im Betriebsamt Warburg.
Im April 1983 wechselte er als wissenschaftlicher Mitarbeiter zum Institut für Verkehr, Eisenbahnwesen und Verkehrssicherung an die TU Braunschweig, wo er 1987 zum Thema Rechnergestütztes Verfahren zur netzweiten Bestimmung der Abfahrlagen von Durchgangsgüterzügen promovierte.
Im Jahr 2000 wurde er zum Professor für die Gestaltung von Bahnanlagen an der TU Dresden ernannt. Im Jahr 2018 wurde er emeritiert.
Seine Nachfolge, ab 1. April 2018, wurde im Herbst 2016 ausgeschrieben. Die Besetzung verzögerte sich und erfolgte schließlich am 1. April 2024.

## Quelle
- Fakultät Verkehrswissenschaften „Friedrich List“ (Hrsg.): Festschrift: 15 Jahre Verkehrswissenschaften „Friedrich List“. Dresden 2007, ISBN 978-3-86780-021-1, S. 132.